# جوناثان كاييري
جوناثان كاييري (23 سبتمبر 1993 بوينس آيرس الأرجنتين - ) هو لاعب كرة قدم أرجنتيني، شارك في كرة القدم في الألعاب الأولمبية الصيفية 2016.

## وصلات خارجية
جوناثان كاييري على موقع الاتحاد الدولي (مؤرشف)  (الإنجليزية)
- جوناثان كاييري على موقع الاتحاد الأوربي (الإنجليزية)
- جوناثان كاييري على موقع إي إس بي إن إف سي (الإنجليزية)
- جوناثان كاييري على موقع قاعدة بيانات كرة القدم.إي يو (الإنجليزية)
- جوناثان كاييري على موقع Soccerbase.com (لاعب) (الإنجليزية)
- جوناثان كاييري على موقع Soccerway.com (الإنجليزية)
- جوناثان كاييري على موقع عالم كرة القدم.نت (الإنجليزية)
- جوناثان كاييري على موقع أوليمبيديا (الإنجليزية)
- جوناثان كاييري على موقع اللجنة الأولمبية الأرجنتينية (الإسبانية)
- جوناثان كاييري على موقع AS.com (الإسبانية)